# Leone V d'Armenia

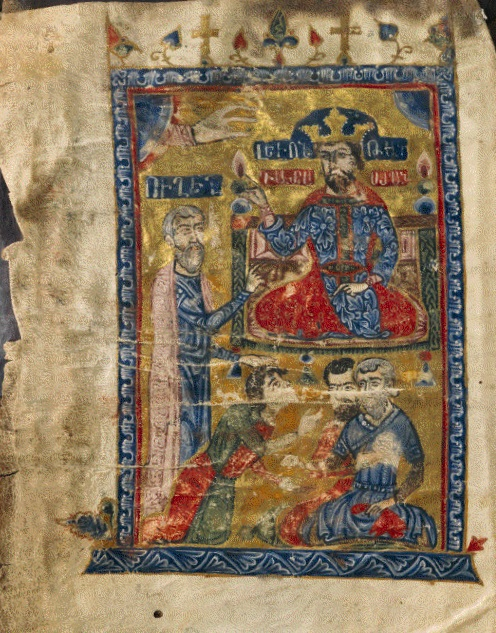
Re Leone V alla sua corte, miniatura di Sarkis Pitzak, 1331.

Leone V d'Armenia, anche Leone IV (oppore Leo o Leon, (HY)  Լեիոն Դ: Levon IV; 1310 – 1341), fu l'ultimo re hetumide della Piccola Armenia dal 1320 alla morte.

## Biografia
Era figlio di Oscin d'Armenia ed Isabella di Corico (morta nel 1310), alla morte del padre, il 20 luglio 1320 Leone salì al trono, ma fino a quando raggiunse la maggiore età la Reggenza fu affidata a suo zio e patrigno Oscin di Corico.
Durante questo periodo il reame subì molte razzie da parte dei Mamelucchi;
nel 1320 il sultano egiziano An-Nâsir Muhammad invase e devastò il cristiano Regno armeno di Cilicia.
Il Papa Giovanni XXII, con una lettera datata 1º luglio 1322 inviata da Avignone, chiese al governante mongolo Abu Sa'id d'intervenire per rendere più sicura la Cilicia, ricordandogli dell'alleanza dei suoi antenati con i cristiani ed invitandolo ad abbandonare l'Islam in favore del Cristianesimo.
Truppe mongole furono inviate in Cilicia, ma nel frattempo era stata conclusa una tregua di 15 anni tra Costantino, patriarca degli armeni, ed il sultano d'Egitto.
Il reggente Oscin aveva fatto di tutto per rinsaldare la sua presa sul giovane re, prima di tutto ne aveva sposato la matrigna, Giovanna di Taranto, vedova di re Oscin (1320), poi lo aveva costretto, il 10 agosto 1321, a sposare sua figlia (e della sua prima moglie Margherita d'Ibelin) Alice;
infine fu probabilmente responsabile anche della morte (1323) della sorella di re Oscin, Zabel e di due dei figli di lei: Ugo ed Enrico di Lusignano, al fine di eliminare pretendenti rivali.
Quando Leone raggiunse la maggiore età, nel 1329, si ribellò violentemente contro lo zio ed il 28 febbraio lo fece assassinare insieme a Costantino, Connestabile d'Armenia e signore di Lampron ed alla regina Alice, rispettivamente fratello e figlia di Oscin; la testa di Oscin fu inviata all'Ilkhan e quella di Costantino ad An-Nâsir Muhammad.
Leone fu fortemente pro-Occidentale e favorì la riunione delle Chiese armena e romana, il che creò un profondo malcontento tra i baroni nativi.
Il suo secondo matrimonio, il 29 dicembre 1331 con Costanza, figlia di Federico III di Sicilia ed Eleonora d'Angiò, vedova di Enrico II di Cipro, suscitò ulteriori sentimenti anti-Occidentali.
Nel 1337, An-Nâsir Muhammad attaccò di nuovo, conquistando la città di Laiazzo, e Leone fu costretto a concludere una tregua umiliante, concedendo territori ed una forte indennità ed impegnandosi a non avere rapporti con l'occidente.
Egli passò gli ultimi anni del suo regno rintanato nella cittadella a Sis, sperando in aiuti dall'Occidente.
Il 28 dicembre 1341 fu assassinato dai suoi stessi baroni.
Il suo unico figlio Aitone, avuto da Alice, era morto già nel 1331, quindi nel suo testamento Leone aveva designato come successore il suo parente più prossimo Guido di Lusignano.

## Ascendenza
|                                        |                                |                                            | Genitori                                  |  |  | Nonni |  |  | Bisnonni                              |  |  | Trisnonni                           |  |
|                                        |                                |                                            |                                           |  |  |       |  |  | 8. Aitone I, re della Piccola Armenia |  |  | 16. Costantino, signore di Barbaron |  |
|                                        |                                |                                            |                                           |  |  |       |  |  | 8. Aitone I, re della Piccola Armenia |  |  | 16. Costantino, signore di Barbaron |  |
|                                        |                                | 17. Alice di Lampron                       |                                           |  |  |       |  |  | 8. Aitone I, re della Piccola Armenia |  |  |                                     |  |
| 4. Leone III, re della Piccola Armenia |                                |                                            |                                           |  |  |       |  |  | 8. Aitone I, re della Piccola Armenia |  |  |                                     |  |
|                                        |                                | 9. Isabella, regina della Piccola Armenia  | 18. Leone II, re della Piccola Armenia    |  |  |       |  |  |                                       |  |  |                                     |  |
|                                        |                                | 9. Isabella, regina della Piccola Armenia  | 18. Leone II, re della Piccola Armenia    |  |  |       |  |  |                                       |  |  |                                     |  |
|                                        |                                | 9. Isabella, regina della Piccola Armenia  | 19. Sibilla di Lusignano                  |  |  |       |  |  |                                       |  |  |                                     |  |
| 2. Oscin, re della Piccola Armenia     |                                | 9. Isabella, regina della Piccola Armenia  |                                           |  |  |       |  |  |                                       |  |  |                                     |  |
|                                        |                                | 10. Aitone IV, signore di Lampron          | 20. Costantino, signore di Lampron        |  |  |       |  |  |                                       |  |  |                                     |  |
|                                        |                                | 10. Aitone IV, signore di Lampron          | 20. Costantino, signore di Lampron        |  |  |       |  |  |                                       |  |  |                                     |  |
|                                        |                                | 10. Aitone IV, signore di Lampron          | 21. Stefania di Barbaron                  |  |  |       |  |  |                                       |  |  |                                     |  |
| 5. Keran di Lampron                    |                                | 10. Aitone IV, signore di Lampron          |                                           |  |  |       |  |  |                                       |  |  |                                     |  |
|                                        |                                | 11. Eschiva d'Antiochia                    | 22. Raimondo Rupeno, principe d'Antiochia |  |  |       |  |  |                                       |  |  |                                     |  |
|                                        |                                | 11. Eschiva d'Antiochia                    | 22. Raimondo Rupeno, principe d'Antiochia |  |  |       |  |  |                                       |  |  |                                     |  |
|                                        |                                | 11. Eschiva d'Antiochia                    | 23. Helvis di Lusignano                   |  |  |       |  |  |                                       |  |  |                                     |  |
| 1. Leone V, re della Piccola Armenia   |                                | 11. Eschiva d'Antiochia                    |                                           |  |  |       |  |  |                                       |  |  |                                     |  |
|                                        | 12. Oscin I, signore di Corico | 24. Costantino, signore di Barbaron (= 16) |                                           |  |  |       |  |  |                                       |  |  |                                     |  |
|                                        | 12. Oscin I, signore di Corico | 24. Costantino, signore di Barbaron (= 16) |                                           |  |  |       |  |  |                                       |  |  |                                     |  |
|                                        | 12. Oscin I, signore di Corico | 25. Alice di Lampron (= 17)                |                                           |  |  |       |  |  |                                       |  |  |                                     |  |
| 6. Aitone, signore di Corico           | 12. Oscin I, signore di Corico |                                            |                                           |  |  |       |  |  |                                       |  |  |                                     |  |
|                                        |                                | 13. Alice di Lampron                       | 26. Costantino, signore di Lampron        |  |  |       |  |  |                                       |  |  |                                     |  |
|                                        |                                | 13. Alice di Lampron                       | 26. Costantino, signore di Lampron        |  |  |       |  |  |                                       |  |  |                                     |  |
|                                        |                                | 13. Alice di Lampron                       | 27. Stefania di Barbaron                  |  |  |       |  |  |                                       |  |  |                                     |  |
| 3. Isabella di Corico                  |                                | 13. Alice di Lampron                       |                                           |  |  |       |  |  |                                       |  |  |                                     |  |
|                                        |                                | 14. Guido d'Ibelin                         | 28. Giovanni d'Ibelin, signore di Beirut  |  |  |       |  |  |                                       |  |  |                                     |  |
|                                        |                                | 14. Guido d'Ibelin                         | 28. Giovanni d'Ibelin, signore di Beirut  |  |  |       |  |  |                                       |  |  |                                     |  |
|                                        |                                | 14. Guido d'Ibelin                         | 29. Melisenda d'Arsur                     |  |  |       |  |  |                                       |  |  |                                     |  |
| 7. Isabella di Ibelin                  |                                | 14. Guido d'Ibelin                         |                                           |  |  |       |  |  |                                       |  |  |                                     |  |
|                                        |                                | 15. Filippa di Barlais                     | 30. Amalrico di Barlais                   |  |  |       |  |  |                                       |  |  |                                     |  |
|                                        |                                | 15. Filippa di Barlais                     | 30. Amalrico di Barlais                   |  |  |       |  |  |                                       |  |  |                                     |  |
|                                        |                                | 15. Filippa di Barlais                     | 31. Agnese di Margat                      |  |  |       |  |  |                                       |  |  |                                     |  |
|                                        |                                | 15. Filippa di Barlais                     |                                           |  |  |       |  |  |                                       |  |  |                                     |  |